# Hofkapelle München
La Hofkapelle München est un ensemble allemand de musique baroque et classique fondé en 1992 et basé à Munich, adepte de l'interprétation historiquement informée, soit l'interprétation sur instruments anciens (ou copies d'instruments anciens).

## Historique

### Origine du nom de la Hofkapelle München
L'ensemble instrumental Hofkapelle München tire son nom de l'orchestre de la cour de Munich (Münchener Hofkapelle) dont les origines remontent au XVIe siècle (avec Ludwig Senfl et Roland de Lassus) et qui fusionna en 1778 avec l'orchestre de la cour de Mannheim lorsque le prince-électeur palatin Karl Theodor de Mannheim prit la succession du prince-électeur de Bavière Maximilien III Joseph, mort sans descendance.
Devenu Charles-Théodore de Bavière, il transféra sa cour de Mannheim à Munich, ainsi que son orchestre, l'orchestre de la cour de Mannheim mieux connu de nos jours sous le nom d'École de Mannheim, ce qui mit fin à l'âge d'or de la vie musicale de Mannheim.
À la fin du XVIIIe siècle, la vie musicale à la cour de Munich était donc assurée essentiellement par des musiciens qui avaient suivi le prince-électeur sous l'égide de Christian Cannabich, parmi lesquels Carl Joseph Toeschi et Franz Danzi,.

### Neue Hofkapelle München
L'ensemble instrumental actuel est créé en 1992 sous le nom de Neue Hofkapelle München par de jeunes musiciens, tous spécialistes de la pratique de la performance historique,,.
Dirigé à partir de 1996 par le spécialiste du piano-forte sur instrument d’époque Christoph Hammer,, la Neue Hofkapelle München s'établit rapidement comme l'un des orchestres baroques les plus demandés de la région bavaroise,. De 2003 à 2008, l'ensemble assure chaque année le concert d'ouverture de la Residenzwoche de Munich et participe régulièrement à l'Internationale Barocktage Stift Melk en Autriche et à la Brixener Initiative Musik und Kirche en Italie,.
L'ensemble se produit en 2008 aux "Journées de la musique" à Lisbonne au Portugal et, en 2010, il assure l'ouverture des "Soirées Baroques d'Automne" à Varaždin en Croatie,.
En outre, à partir de 1998, l'orchestre est également reconnu dans le domaine de l'opéra,.

### Hofkapelle München
En 2009, le premier violon de l'orchestre, Rüdiger Lotter, en prend la direction,,,.
Sous la direction de Lotter, qui est par ailleurs chef de l'Orchestre de chambre de Munich (Münchener Kammerorchester), l'ensemble, devenu la Hofkapelle München, se produit sur de grandes scènes comme le Concertgebouw d'Amsterdam, de Singel à Anvers, la Philharmonie de Cologne, le NOSPR Concert Hall de Katowice ou la Herkulessaal de Munich et fait ses débuts en 2017 au prestigieux "Festival de musique ancienne" de Bruges avec l'oratorio Christi Auferstehung und Himmelfahrt de Carl Philipp Emanuel Bach.

## Collaborations
La Hofkapelle München collabore avec des artistes de premier plan comme Franco Fagioli, Julia Lezhneva, Max Emanuel Cencic, Dorothee Mields, Valer Sabadus, Dorothee Oberlinger, Hille Perl. 
Outre Rüdiger Lotter, le pupitre de l'orchestre est également tenu par des chefs invités tels que Reinhard Goebel, Alessandro de Marchi ou Howard Arman. 
La Hofkapelle München entretient également des liens étroits avec des ensembles vocaux et des chœurs comme le Chor des Bayerischen Rundfunks, le Tölzer Knabenchor, le Chorwerk Ruhr ou le Vocalconsort Berlin.

## Accueil critique
Pour le Süddeutsche Zeitung « La Hofkapelle München flatte avec une douce chaleur, ce qui est exceptionnel pour un ensemble de pratiques d'exécution historiques. Son directeur artistique et chef d'orchestre, Rüdiger Lotter, mise moins sur les contrastes violents que l'on entend souvent dans le baroque, il développe plutôt la musique à partir d'une rhétorique flexible, échelonne et échelonne richement le son, même en lui-même, et se passe ainsi de toute théâtralisation exaltée, trouvant au contraire une approche méditative, d'autant plus profonde sur le plan émotionnel ».
L'enregistrement des Six concertos brandebourgeois en 2013 a été salué par la critique comme "exemplaire".

## Distinctions
En 2012, la Hofkapelle München a reçu le prix de la critique allemande du disque et, en 2015, le CD Le belle immagini a été récompensé par le prix de musique allemand ECHO Klassik.

## Discographie sélective
La Hofkapelle München a réalisé des enregistrements pour les labels Capriccio, Arte Nova, Oehms Classics, ORF Alte Musik et Deutsche Harmonia Mundi.
- 2000 : Musik der Münchener Hofkapelle - Music of the Munich Court Orchestra - Toeschi - Danzi - Wendling - Cannabich, par la Neue Hofkapelle München, dir. Christoph Hammer (Capriccio)
- 2003 : Geistliche Musik Am Münchner Hof - Sacred Music At The Munich Court, par l'Orpheus Chor München et la Neue Hofkapelle München, dir. Gerd Guglhör (Arte Nova)
- 2004 : Catone In Utica de Giovanni Battista Ferrandini, par la Neue Hofkapelle München et l'Ensemble Des Staatstheaters Am Gärtnerplatz, dir. Christoph Hammer (Oehms Classics)
- 2005 : Musica Sacra d'Agostino Steffani, par la Neue Hofkapelle München, dir. Christoph Hammer (ORF Alte Musik)
- 2005 : Le Triomphe de la Paix de Pietro Torri, par la Neue Hofkapelle München, dir. Christoph Hammer (ORF Alte Musik)
- 2008 : Joaz de Benedetto Marcello, par la Neue Hofkapelle München, dir. Christoph Hammer (ORF Alte Musik)
- 2008 : Requiem de l'abbé Vogler et Te Deum de Joseph Haydn, par la Neue Hofkapelle München et l'Orpheus Chor München, dir. Gerd Guglhör (Oehms Classics)
- 2011 : Johann Adolph Hasse Reloaded par le contreténor Valer Barna-Sabadus et la Hofkapelle München, dir. Michael Hofstetter (Oehms Classics)
- 2011 : Lamenti par la mezzo-soprano Stefanie Irányi et la Hofkapelle München, dir. Michael Hofstetter (Oehms Classics)
- 2013 : Brandenburgische Konzerte 1 - 6 de J. S. Bach, par la Hofkapelle München, dir. Rüdiger Lotter (Deutsche Harmonia Mundi)